# Faustina Kowalska
Sveta Faustina Kowalska (Glogowiec kraj Lodza, Poljska, 25. kolovoza 1905. – Krakov, 5. listopada 1938.), poljska katolička svetica.

## Životopis
Rođena je 1905. pod imenom Helena. Bila je treće dijete u siromašnoj poljskoj obitelji s desetero djece. S dvadeset godina, stupila je u kongregaciju Gospe od Milosrđa, nakon neuspješnih pokušaja s drugim samostanima. Redovničko ime joj je Marija Faustina. Tijekom 13 godina, koje je provela u kongregaciji, imala je brojne izvanredne milosti poput dara kontemplacije, skrivene stigme, apsolutne intuicije, proricanja, prostorno i vremenski udaljene vizije, pogotovo umirućih grešnika, čitanje ljudskih srdaca, mistične zaruke sa Spasiteljem, pri čemu je dosegla vrhunac sjedinjenja s Bogom na zemlji. Apostol je Božjeg milosrđa i veliki molitelj za spas grešnika koje nije nikada ispuštala iz svojih molitava i prošnji samome Isusu.
Isus je nadahnuo sv. Faustinu da svijetu približi i navijesti Božju ljubav, da izmoli Božje milosrđe za cijeli svijet, između ostaloga po novim oblicima štovanja Božjeg milosrđa preporučenim od Isusa: slika milosrdnog Isusa s potpisom: "Isuse, uzdam se u Tebe". Ta čudotvorna slika koju je sam Isus osobno zahtijevao da se naslika po napucima sv. Faustine i raširi po cijelom svijetu, njegova je vizija kojom se često prikazivao Faustini, a prikazuje milosrdnog Isusa iz čijeg srca izlaze zrake u vidu krvi i vode i izlijevaju se na cijeli svijet. Sam je Isus obećao štovateljima ove slike i ove pobožnosti: "Obećavam da se duša koja bude štovala ovu sliku neće izgubiti. I obećavam joj već ovdje na zemlji pobjedu nad neprijateljima, a osobito u času smrti."
Promicanje Svetkovine Božjega milosrđa na prvu nedjelju nakon Uskrsa, krunice Božjeg milosrđa, devetnice Božjem milosrđu, molitve u sat milosrđa (15 sati) i širenje štovanja Božjega milosrđa spadaju joj u najveća djela kojima je zadužila čovječanstvo i stekla status svetosti. Isus joj se ukazivao gotovo kroz cijeli redovnički život, sve do smrti o čemu je pisala u svom Dnevniku i nevjerojatna je ostavština ljudima do kraja svijeta. Pisanju knjige se opirala i u svojoj poniznosti je nije htjela pisati, ali na inzistiranje samog Isusa bilježila je njihove razgovore u pet "malih bilježnica" kako ih je sama zvala. U modernom dobu nisu zabilježena tako detaljno toliko redovita i živa mistična iskustva sa samim Spasiteljem kao tamo, kao ni mistično stanje ljudskoga duha, što se vidi i iz nevjerojatnih pjesama koje s lakoćom piše neuka, jedva pismena žena sa sela. Tamo joj je Isus između ostalog prorekao i Drugi svjetski rat te dolazak pape Wojtyle (Ivana Pavla II.) kao "sjajne zvijezde s Istoka". Prenijela nam je i vrijedno i značajno iskustvo pakla i Nečastivog koji joj se također ukazivao više puta kao i svim svecima i misticima. Isus je tamo preko nje znakovito podsjetio i na otajstvo Uskrsa: "Bolje da pola sata razmatraš moju Muku, nego mrtvljenja i molitvene ure cijeloga dana!" 
U širenju štovanja Božjega milosrđa mnogo joj je pomogao ispovjednik Mihael Sopoćko. On joj je rekao da piše Dnevnik. Po vizijama sv. Faustine, koje je dobila od Isusa i njegovom naputku, slikar Eugeniusz Kazimirowski, njegov kolega sa sveučilišta, naslikao je prvu sliku Božjeg milosrđa, za koju je prvi dobio dopuštenje, da se javno izloži, što se dogodilo prvi puta u Vilniusu, dok je tamo služio svetu misu. Godine 1935. objavio je kroz propovijedi mistična iskustva sv. Faustine, a 1936. o njima i brošuru.
Boravila je u brojnim samostanima svoje Kongregacije, a najviše u Krakowu, Płocku i Vilniusu. Obavljala je i poslove kuharice, vrtlarice i vratarice. Umrla je u samostanu Krakow Lagiewniki, 5. listopada 1938.
Prijateljstvo i intima s Isusom, kao i jasnoća smisla patnje vide se veličanstveno u času njene smrti kada je, umiravši dugo i mučno od tada neizlječive tuberkuloze, na kraju uzviknula: "Gospodine, nadišli ste sva moja očekivanja!" Papa Ivan Pavao II. proglasio je Faustinu blaženom 18. travnja 1993., a svetom u Rimu 30. travnja 2000. riječima: "Isus te izabrao da cijelom svijetu naviještaš njegovo nedokučivo milosrđe". Potaknut mističnim napucima iz knjige sv. Faustine, Ivan Pavao II. je ustanovio svetkovinu Božjega milosrđa na Bijelu nedjelju na koju je i blaženo umro 2005. kao predvodnik i najveći štovatelj te pobožnosti.
Zaštitnica je djece, siromašnih obitelji, kućnih pomoćnica, kuharica i kuhara, vrtlara, portira, djevojaka i mladića koji žele u samostan te poljskog grada Lodza. Spomendan joj je 5. listopada.
Nakon njene smrti osnovana je katolička ženska redovnička družba Sestre Milosrdnog Isusa. Duhovnost ove Družbe povezana je sa spisima sv. Faustine Kowalske. Sestre su posvećene širenju pobožnosti prema milosrdnom Isusu i apostolatu u župama. Razlog osnivanja Družbe navela je Faustina Kowalska, duhovna majka Družbe: Bog traži redovničku zajednicu koja će propovijedati Božje milosrđe i izmoliti ga svijetu. Isus je sv. Faustini objavio da želi upravo takvu redovničku zajednicu.

## Vanjske poveznice
|  | Wikizvor ima izvorni tekst Dnevnik svete Faustine Kowalske |

|  | Wikizvor ima izvorni tekst Molitve za štovanje Božjega milosrđa |

|  | Wikizvor ima izvorni tekst Zazivi Božjemu milosrđu |

- Dekret Rimske kurije o štovanju Božjega milosrđa